# René Sentuc
René Alphonse Camille Sentuc alias Capitaine Bernard, né le 20 août 1900 à Paris où il meurt le 21 décembre 1984, est un résistant français.
Chauffeur de taxi et syndicaliste avant la guerre, il passe près de quatre ans en internement sous le régime de Vichy pour son appartenance au mouvement communiste. Après son évasion, il prend la tête d'un groupe de résistants en région parisienne sous le pseudonyme de « capitaine Bernard ». Il est à la Libération président d'un tribunal « populaire », où il est juge dans des procès arbitraires (Commission d'épuration) à Paris (Institut dentaire George-Eastman).

## Biographie
Sentuc est membre du mouvement syndical français communiste, Confédération générale du travail unitaire (CGTU) et de la Section française de l'Internationale communiste (SFIC), à partir de 1925. En 1929, il travaille comme conseiller municipal de la ville de Malakoff. 
Le 1er mai 1941, il est arrêté et détenu dans les camps d'internement de Châteaubriant et de Voves. Le 9 janvier 1943, il parvient à s'évader du camp d'internement de Voves déguisé en gendarme. Capturé à nouveau, il finit par s'échapper par un tunnel le 5 mai 1944. Les prisonniers creusent un tunnel de 148 m de long à partir du 19 février 1944, qui permet l'évasion de 42 prisonniers dans la nuit du 5 au 6 mai 1944. Après cela, le Schutzstaffel (SS) reprend la gestion du camp de Voves. Les 406 prisonniers restants sont ensuite transportés par les SS via Compiègne (camp de Royallieu) vers le camp de concentration de Neuengamme. Seuls quelques survivants reviennent après la guerre. Après son évasion, il rejoint les Francs-tireurs et partisans (FTPF) et devient l'adjoint de Pierre Georges, surnommé « Colonel Fabien ». Il lutte contre l'occupation allemande de la France. 
Après la Libération, il devient l'un des dirigeants de l'association de Châteaubriant, l'Amicale de Châteaubriant. Il est aussi président d'un tribunal « populaire », où il est juge dans des procès arbitraires (Commission d'épuration) à Paris (Institut dentaire George-Eastman). À Paris, il exécute de nombreuses condamnations à mort sans respecter les principes de l'État de droit[non neutre]. Ses actions montrent des traits brutaux et sans scrupules[non neutre]. Dans l'ancien hôpital militaire Institut dentaire George-Eastman, plusieurs sentences arbitraires sont prononcées en 1944 et exécutées sur place. Plus précisément, dans la courte période entre le 20 août et le 15 septembre 1944, entre 40 et 44 personnes, sont jugées et exécutées dans des procès arbitraires à Paris,,.
Parmi les personnes accusées et exécutées à tort se trouvent Madeleine Goa, Berthe Verley, Lucienne Cordier, Pierre Pescadère,. Il est poursuivi pour ces faits sous la Quatrième République pour clarifier les circonstances de ces meurtres et assassinats, mais les poursuites s'interrompent en raison de la loi d'amnistie. L'historien français Jean-Marc Berlière témoigne de ces faits survenus entre août et septembre 1944 dans un documentaire intitulé Règlements de compte à l'Institut, ainsi que dans l'ouvrage co-écrit avec Jean-François Liaigre Ainsi finissent les salauds (2012).

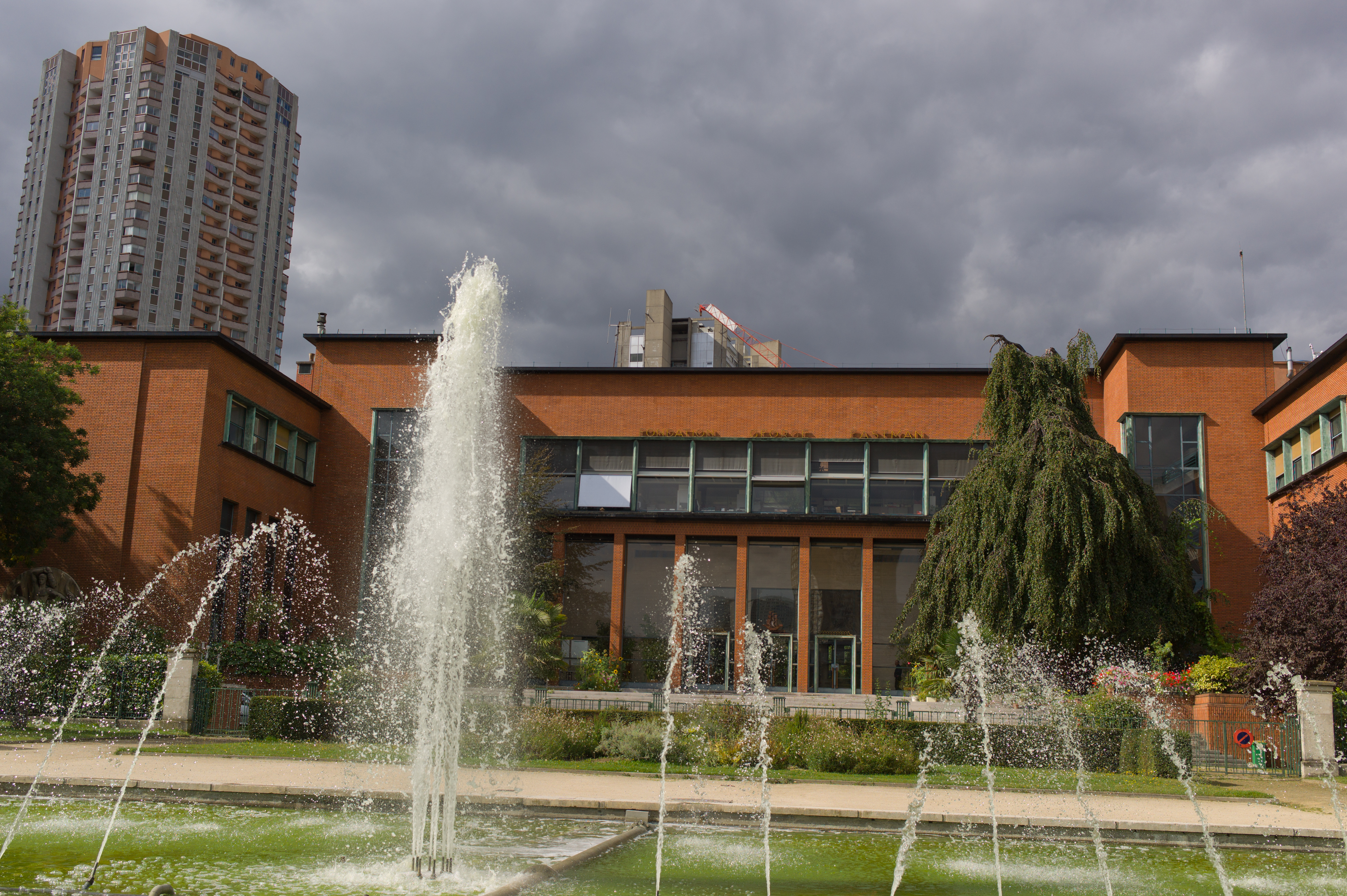
L'Institut dentaire George-Eastman à Paris (image contemporaine) (parc de Choisy).

Sentuc est adjoint au maire de Malakoff jusqu'en 1971. Il continue son action au sein du syndicat et fait campagne pour les intérêts des chauffeurs de taxi.

## Décorations
- Médaille de la Résistance française (31 mars 1947)[10]

### Documentaires
- Joseph Beauregard, Règlements de compte à l'institut-Paris, août-septembre 1944[réf. à confirmer]